# Kita-Iōtō
Iwo Jima del Norte (en japonés: 北硫黄島; oficialmente Kita-Iōtō, también frecuentemente Kita-Iwō-jima o Kita-Iōjima) es la isla más septentrional del grupo Vulcano de las islas Ogasawara, a 80 km al norte de Iwo Jima, en el país asiático de Japón. Se encuentra a 1.170 kilómetros al sur de Tokio, 207 kilómetros al noreste de Chichi-jima.
La isla consiste en un pico muy erosionado de un volcán, que se eleva 792 m sobre el nivel del mar (804 m según otras fuentes). El pico se llama Sakagi-ga-mina (榊ヶ峰), con otro pico en Shimizu-ga-mina (清水 峰, 665m). Su extensión es de 5,57 km², y la longitud de la costa 8,0 km.